# Electronic Journal of Polish Agricultural Universities
Electronic Journal of Polish Agricultural Universities (EJPAU) ist eine vierteljährlich erscheinende Zeitschrift für Natur- und Ingenieurwissenschaften der Landwirtschaftsuniversitäten Polens.

## Geschichte, Gründung, Anliegen
Das Electronic Journal of Polish Agricultural Universities wurde 1998 gegründet.
Der Gründungsakt wurde von Vertretern der polnischen Landwirtschaftsuniversitäten unterzeichnet.
Stellvertretend für die Gründer fasste Józef Szlachta die Anliegen und Ziele des neuen Online-Journals zusammen.
Das Anliegen des Journals war es, eine moderne, weltweit frei zugängliche Informationsmöglichkeit zu Themen der Landwirtschaft und Umwelt zu schaffen.
Dies sollte die Kommunikation und den Informationsaustausch unter den Wissenschaftlern fördern.
Veröffentlichungen in dieser Zeitschrift sollten schnell und unkompliziert in polnischer und englischer Sprache möglich sein.
Die Prüfung und Zulassung der Artikel sollte durch die Centralna Komisja do Spraw Stopni i Tytułów (deutsch: Zentralkommission für Abschlüsse und Titel) geschehen.
Die Redaktionen sollten bei den einzelnen Landwirtschaftsuniversitäten liegen.
Die technische Redaktion hatte ihren Ort in der Naturwissenschaftliche Universität Breslau.
Die Gründer unterstrichen die wichtige Rolle, die das Internet bei der Verwirklichung ihrer Vorhaben spielt.

### Unterzeichner der Gründungsurkunde
Unterzeichner der Gründungsurkunde waren die Professoren und Vize-Rektoren für Forschung:
- Krystyna Skarżyńska für die Landwirtschaftliche Universität Krakau
- Jerzy Hortyński für die Uniwersytet Przyrodniczy in Lublin
- Józef Szlachta für die Naturwissenschaftliche Universität Breslau
- Erwin Wąsowicz für die Landwirtschaftliche Universität Posen
- Mikołaj Protasowicki für die Westpommersche Technische Universität Stettin
- Ryszard Choraś für die Uniwersytet Technologiczno-Przyrodniczy im. Jana i Jędrzeja Śniadeckich in Bydgoszcz
- Barbara Klocek für die Natur- und Geisteswissenschaftliche Universität Siedlce[2]

## Teilnehmende Universitäten
An der Veröffentlichung der Zeitschrift beteiligen sich die Landwirtschaftsuniversitäten Polens:
- Naturwissenschaftliche Universität Breslau
- Uniwersytet Technologiczno-Przyrodniczy im. Jana i Jędrzeja Śniadeckich in Bydgoszcz (UTP)
- Landwirtschaftliche Universität Krakau
- Uniwersytet Przyrodniczy in Lublin
- Universität Ermland-Masuren in Olsztyn
- Landwirtschaftliche Universität Posen
- Natur- und Geisteswissenschaftliche Universität Siedlce
- Westpommersche Technische Universität Stettin
- Warschauer Naturwissenschaftliche Universität[3]

## Fachgebiete
Es werden alle Fachgebiete, die die Landwirtschaft und Umwelt betreffen, abgedeckt:
- Landtechnik
- Pflanzenbauwissenschaft
- Tierhaltung
- Biologie
- Biotechnologie
- Bauingenieurwesen
- Wirtschaftswissenschaft
- Umweltentwicklung
- Fischerei
- Lebensmittelwirtschaft
- Forstwirtschaft
- Holzwirtschaft
- Geodäsie und Kartografie
- Gartenbau
- Tiermedizin[3]